# ハウィー・シュルツ
ハワード・ヘンリー・シュルツ（Howard Henry "Howie" Schultz, 1922年7月3日 - 2009年10月30日）は、ミネソタ州セントポール出身のプロ野球選手（一塁手）、プロバスケットボール選手。野球でのポジションは。Stretch、Steepleと呼ばれた。バスケットボールでのポジションはセンター、フォワード。

## 経歴

### 生い立ち
3人兄弟の2人目として生まれた。ミネソタ州スティルウォーターで育った彼は中学3年の時に本格的に野球、バスケットボールを始めた。高校でも2つのスポーツを行い、自宅から1マイルほどのハムリン大学に進学、大学ではバスケットボールで活躍した。彼の野球の才能はプロから目をつけられ、1941年、大学に在籍しながらノーザンリーグのグランドフォークスでプレーした。1942年のNAIAトーナメント（NAIA (National Association of Intercollegiate Athletics) は、NCAAには加盟していない小規模校による組織）で優勝している。

### プロ野球
毎年夏、野球をしていた彼は1942年にはマイナーリーグAAA級のセントポール・セインツに昇格した。
第二次世界大戦に多くのトップ選手も従軍したが彼は招集されなかった。これは身長が1m98cmと高すぎたためである。
1943年から1948年までMLBのブルックリン・ドジャース、フィラデルフィア・フィリーズ、シンシナティ・レッズでプレーした。
1943年、ドジャースのブランチ・リッキーゼネラルマネージャーの目に留まった彼は、1943年8月16日の試合でドジャースからMLBデビューした。この頃の彼について、リッキーは俊足で強肩、パワーヒッターであったと語っている。ドジャースのレギュラー一塁手として活躍し、1943年には45試合に出場し、打率.269、1本塁打、38打点をあげた。
1944年には138試合に出場し130安打、11本塁打、87打点の成績をあげる活躍を見せた。シーズンオフに彼カレッジバスケットボールの試合に出場したがプロ野球選手である彼のアマチュア資格が問題となった。ミネソタ州では異なるスポーツでプレーすることは問題ないと判断されたが、対戦校のニューヨーク市立大学シティカレッジのナット・ホルマンコーチなどはこれについて反発した。1944年12月21日、ハムリン大学はミネソタ州ロチェスターで行われた試合でハーレム・グローブトロッターズを46-31（シュルツが12得点をあげた。）で破っている。
1945年1月20日、シカゴ・スタジアムでジョージ・マイカン率いるデポール大学と戦ったが前半終了間際、不運な判定もありマイカンに26得点を許し、41-45で敗れた。1月24日にセントポールで再戦し、シュルツが21得点をあげる活躍を見せたが40-49でその試合にも敗れた。同年ドジャースのキャンプに合流して2週間後、フォートスネリングに招集された彼は兵役検査を受けたが、またも長身のため不適格となった。6月、彼はハムリン大学を卒業した。この年彼は39試合の出場に留まった。
1946年、この年右打者である彼は主に左投手と対戦し、右投手に対してはエド・スティーブンスが起用された。ドジャースは96勝58敗の成績で、セントルイス・カージナルスと並び、リーグ優勝決定プレイオフを戦った。10月1日の第1戦は左投手のハウィー・ポレットが先発したため、彼は先発出場し、3回表に同点本塁打を放ち、7回にもタイムリーヒットを打って、3打数2安打、1本塁打、2打点をあげたが2-4で敗れた。第2戦には右投手のマリー・ディクソンが先発したため、彼は先発出場せず、9回二死の場面で左投手のハリー・ブレッチェーンに対して代打に贈られ3ボール2ストライクからチェンジアップを空振り三振、4-7で敗れてワールドシリーズ出場はならなかった。
1947年、キューバのハバナでキャンプを行った。この時点ではジャッキー・ロビンソンはモントリオール・ロイヤルズに所属していたが、4月10日、チームにが加入し、もともとは二塁手だったロビンソンはエディ・スタンキーの存在もあり一塁手にコンバートされた。その結果レギュラーポジションを失った彼は開幕戦で、守備固めで起用された後、ほとんど出番が与えられず、5月10日、フィリーズに5万ドルでトレードされた。
1948年にはフィリーズからウェーバーされてレッズに入団した。
MLB6年間で470試合に出場、383安打、打率.241、24本塁打、163打点の成績を残している。

### プロバスケットボール
1946年から1949年までNBLのアンダーソン・パッカーズでプレーした彼は、1949年にNBLがNBAに吸収された後、1949-50シーズン、選手兼ヘッドコーチを務めていたが21勝14敗の成績を残したが、1950年1月18日、フォートウェイン・ピストンズにトレードされた。
1950-1951シーズンはNBAでプレーすることなく出身地のセントポール・ライツでプレーした。
1951年5月31日、トライシティ・ホークスにトレードされたがホークスで出場することはなくピストンズに戻り、同年10月10日、レイカーズに金銭トレードされた。
ミネアポリス・レイカーズでプレーした。レイカーズ時代の1952年にNBAファイナルで優勝、1953年にもプレーオフで出場機会は与えられなかったものの、NBAファイナル優勝を味わっている。
NBL、NBAを合わせて338試合に出場し、2513得点をあげた。

### 現役引退後
現役引退後は高校の教師となり、バスケットボールと野球の指導にあたった。
2009年10月30日、癌のため87歳で亡くなった。

## MLBとNBAでプレーした選手
彼はジーン・コンリーに次いでMLBとNBA（前身のBAAを含める）の両リーグでプレーした史上2人目の選手となった。これまでに12人の選手が2つのリーグでプレーしている。他はデイブ・ディバッシャー、マーク・ヘンドリクソン、ダニー・エインジ、ロン・リード、ディック・グロート、スティーブ・ハミルトン、コットン・ナッシュ、フランク・バームホルツ、ディック・リケッツ、チャック・コナーズである。

## 詳細情報

### MLB年度別打撃成績
| 年 度     | 球 団     | 試 合 | 打 席 | 打 数 | 得 点 | 安 打 | 二 塁 打 | 三 塁 打 | 本 塁 打 | 塁 打 | 打 点 | 盗 塁 | 盗 塁 死 | 犠 打 | 犠 飛 | 四 球 | 敬 遠 | 死 球 | 三 振 | 併 殺 打 | 打 率 | 出 塁 率 | 長 打 率 | O P S |
| --------- | --------- | ----- | ----- | ----- | ----- | ----- | -------- | -------- | -------- | ----- | ----- | ----- | -------- | ----- | ----- | ----- | ----- | ----- | ----- | -------- | ----- | -------- | -------- | ----- |
| 1943      | BRO       | 45    | 190   | 182   | 20    | 49    | 12       | 0        | 1        | 64    | 34    | 3     | --       | 0     | --    | 6     | --    | 2     | 24    | 5        | .269  | .300     | .352     | .652  |
| 1944      | BRO       | 138   | 556   | 526   | 59    | 134   | 32       | 3        | 11       | 205   | 83    | 6     | --       | 4     | --    | 24    | --    | 2     | 67    | 17       | .255  | .290     | .390     | .680  |
| 1945      | BRO       | 39    | 158   | 142   | 18    | 34    | 8        | 2        | 1        | 49    | 19    | 2     | --       | 4     | --    | 10    | --    | 1     | 14    | 4        | .239  | .294     | .345     | .639  |
| 1946      | BRO       | 90    | 272   | 249   | 27    | 63    | 14       | 1        | 3        | 88    | 27    | 2     | --       | 7     | --    | 16    | --    | 0     | 34    | 4        | .253  | .298     | .353     | .652  |
| 1947      | BRO       | 2     | 1     | 1     | 0     | 0     | 0        | 0        | 0        | 0     | 0     | 0     | --       | 0     | --    | 0     | --    | 0     | 0     | 1        | .000  | .000     | .000     | .000  |
| 1947      | PHI       | 114   | 429   | 403   | 30    | 90    | 19       | 1        | 6        | 129   | 35    | 0     | --       | 4     | --    | 21    | --    | 1     | 70    | 10       | .223  | .264     | .320     | .584  |
| '47計     | PHI       | 116   | 430   | 404   | 30    | 90    | 19       | 1        | 6        | 129   | 35    | 0     | --       | 4     | --    | 21    | --    | 1     | 70    | 11       | .223  | .263     | .319     | .582  |
| 1948      | PHI       | 6     | 14    | 13    | 0     | 1     | 0        | 0        | 0        | 1     | 1     | 0     | --       | 0     | --    | 1     | --    | 0     | 2     | 0        | .077  | .143     | .077     | .220  |
| 1948      | CIN       | 36    | 79    | 72    | 9     | 12    | 0        | 0        | 2        | 18    | 9     | 2     | --       | 3     | --    | 4     | --    | 0     | 7     | 1        | .167  | .211     | .250     | .461  |
| '48計     | CIN       | 42    | 93    | 85    | 9     | 13    | 0        | 0        | 2        | 19    | 10    | 2     | --       | 3     | --    | 5     | --    | 0     | 9     | 1        | .153  | .200     | .224     | .424  |
| 通算：6年 | 通算：6年 | 470   | 1699  | 1588  | 163   | 383   | 85       | 7        | 24       | 554   | 208   | 15    | --       | 22    | --    | 82    | --    | 6     | 218   | 42       | .241  | .281     | .349     | .630  |

### NBA通算成績
|             | レギュラーシーズン (3シーズン) | レギュラーシーズン (3シーズン) | レギュラーシーズン (3シーズン) |
| ----------- | ------------------------------ | ------------------------------ | ------------------------------ |
| 173試合総計 | ゲーム平均                     |                                |                                |
| ポイント数  | 913                            | 5.3                            |                                |
| アシスト数  | 300                            | 1.7                            |                                |